# Solunski edikt
Solunski edikt (Cunctos populos, Edikt tri cara) je naziv za edikt koga je 27. veljače 380. godine izdao rimski car Teodozije I. zajedno sa svoja dva suvladara Gracijanom i Valentinijanom II. U ediktu je objavljeno kako bi svi njegovi podanici trebali slijediti vjerski nauk pape i patrijarha Aleksandrije. Time je de facto nicejski oblik kršćanstva postao službena religija Rimskog Carstva, odnosno stvoreni politički uvjeti da se okonča višedesetljetni arijanski spor kome je pogodovala sklonost dotadašnjih careva arijanstvu.
Sljedeće godine je održan Prvi carigradski sabor na kome je potvrđeno nicejsko vjerovanje, a Teodozije je sljedećih godina izdavao niz edikata u kojima je nalagao spaljivanje arijanskih i drugih heretičkih knjiga.

## Tekst
| Latinski | Hrvatski |
| --- | --- |
| Imppp. Gr(ati)ianus, Val(entini)anus et The(o)d(osius) aaa. edictum ad populum vrb(is) Constantinop(olitanae). Cunctos populos, quos clementiae nostrae regit temperamentum, in tali volumus religione versari, quam divinum Petrum apostolum tradidisse Romanis religio usque ad nunc ab ipso insinuata declarat quamque pontificem Damasum sequi claret et Petrum Aleksandriae episcopum virum apostolicae sanctitatis, hoc est, ut secundum apostolicam disciplinam evangelicamque doctrinam patris et filii et spiritus sancti unam deitatem sub pari maiestate et sub pia trinitate credamus. Hanc legem sequentes Christianorum catholicorum nomen iubemus amplecti, reliquos vero dementes vesanosque iudicantes haeretici dogmatis infamiam sustinere nec conciliabula eorum ecclesiarum nomen accipere, divina primum vindicta, post etiam motus nostri, quem ex caelesti arbitro sumpserimus, ultione plectendos. DAT. III Kal. Mar. THESSAL(ONICAE) GR(ATI)ANO A. V ET THEOD(OSIO) A. I CONSS. | Carevi Gracijan, Valentinijan i Teodozije augusti. Edikt narodu grada Konstantinopola. Želimo da svi narodi koji su pod našom upravom, zahvaljujući našem milosrđu, ostanu vjerni ovoj religiji, koju je Bog predao Petru apostolu, i koju je on osobno predao Rimljanima, i koju naravno čuva Pontifeks Damaz i Petar, biskup Aleksandrije, čovjek apostolske svetosti; to jest, sukladno apostolskoj disciplini i naučavanju Evanđelja, moramo vjerovati u jedino boštvo Oca, Sina i Duha Svetoga, koji su jednaki u uzvišenosti i Presvetom Trojstvu. Određujemo da ime kršćana katolika imaju oni koji ne krše propise ovoga zakona. Ostale smatramo za osobe bez razuma i naređujemo da budu osuđeni na kaznu sramote kao heretici, a njihove grupe ne smiju uzimati ime Crkava; njih treba najprije osuditi osveta Božja, a zatim naše kazne za koje nas je ovlastio Nebeski Sudac. Dano u Solunu trećega dana kalende ožujka, petoga konzulata Gracijana augusta i prvoga Teodozija augusta. |